# Josip Boljkovac
Josip Boljkovac (Vukova Gorica, 12. studenoga 1920. – Karlovac, 10. studenoga 2014.) bio je hrvatski političar i prvi ministar unutarnjih poslova RH.

## Životopis
Rođen je 12. studenoga 1920. u Vukovoj Gorici, naselje u sastavu općine Netretić. U Karlovcu je izučio krojački zanat. U Drugom svjetskom ratu bio je član NOP-a. Do 1951. bio je zaposlen u OZNA-i kotaru Karlovac, a poslije toga odlazi u Zagreb gdje do 1953. radi u Ministarstvu unutarnjih poslova kao načelnik Odjela za pasoše i granice. Na tom je mjestu pridonio da se mnogim uglednim hrvatskim stručnjacima izda putovnica. 1961. završio je Pravni fakultet u Zagrebu. Do 1963. je načelnik Temeljne uprave policije u kotaru Karlovac. Otkriva da se poštanske linije na putu prema Puli i Brijunima prisluškuju i o tome obavještava Krajačića, a Krajačić Tita, čime je pomogao otkrivanju Rankovićeve afere prisluškivanja. Od 1963. do 1969. gradonačelnik je Karlovca. Od 1963. do 1972. bio je zastupnik u Saboru, gdje 1971. posebno angažira na promjeni republičkog ustava kojim je pripremljen teren za amandmane na Ustav SFRJ iz 1974. Provodi dvadesetak godina u društvenoj izolaciji. Zajedno s Manolićem i drugima 1989. odlazi Tuđmanu, i pomaže uspostavi HDZ-a, a Tuđman ga postavlja za prvog ministra unutarnjih poslova. Nakon ubojstva Reihl-Kira smijenjen je s mjesta ministra. 1994. ulazi u Manolićeve Hrvatske nezavisne demokrate. 
1994. je zajedno s Stipom Mesićem i Josipom Manolićem te skupinom drugih zastupnika sudjeluje u pokušaju parlamentarnog prevrata. Nakon neuspjeha, pristupa Hrvatskim nezavisnim demokratima. 
Često je u javnosti istupao i optuživao je tzv. desnu struju HDZ-a za izazivanje rata. Optuživao je i Josipa Manolića da je zajedno s tadašnjim srbijanskom ministrom policije Radmilom Bogdanovićem za milijun maraka dogovorio puštanje na slobodu Željka Ražnjatović Arkana koji je 1991. bio uhićen u Hrvatskoj i osuđen na 20 mjeseci. Manolić je te tvrdnje opovrgao.   
2. studenoga 2011. je priveden zbog sumnje da je počinio ratni zločin krajem Drugog svjetskog rata na karlovačkom području. Teretilo ga se u svibnju 1945. kao šef Povjerenstva Ozne za kotar Karlovac zapovijedio dovođenje i ubijanje većeg broj civila s područja Duge Rese i okolnih mjesta u zatvor u Dugoj Resi pod optužbom da su surađivali s ustaškim vlastim iako za to nije imao stvarnih razloga. 
Teretilo ga se i da je 24. lipnja 1945. osobno iz skupine od 30 zarobljenika smještenih u karlovačkom zatvoru izdvojio 12 osoba povezanih žicom i likvidirao ih. Svjedoci su tvrdili kako je i 8. veljače 1947. dvojici zarobljenika koji su mu se nakon skrivanja u jednoj kući predali, pucao u glavu iz automata nakon što su već bili ubijeni.
Po svakoj točki optužnice izjasnio se da nije kriv. 29. studenoga Ustavni sud poništio je odluku Županijskog suda o određivanju pritvora i pustio ga da se brani sa slobode zbog formalnih razloga.
Pušten je na slobodu nakon što je Ustavni sud ukinuo rješenja kojim je Županijski sud u Zagrebu otvorio istragu protiv njega.